# Mejdi Traoui
Mejdi Traoui (Sousse, 13 dicembre 1989) è un calciatore tunisino, di ruolo centrocampista.